# カラオケ
カラオケ（英語: Karaoke）とは、歌唱またはメロディパート（主旋律）を担う楽器を演奏する際に、事前に制作された伴奏を再生して歌唱・演奏する行為をいう。対語として生演奏を生オケと言う。また、事前に制作された伴奏の録音も「カラオケ」と呼ぶ。1970年代以降、娯楽用の演奏装置そのものやカラオケボックスなどの施設、それを使って歌う行為そのものを「カラオケ」と呼ぶ機会も増えている。

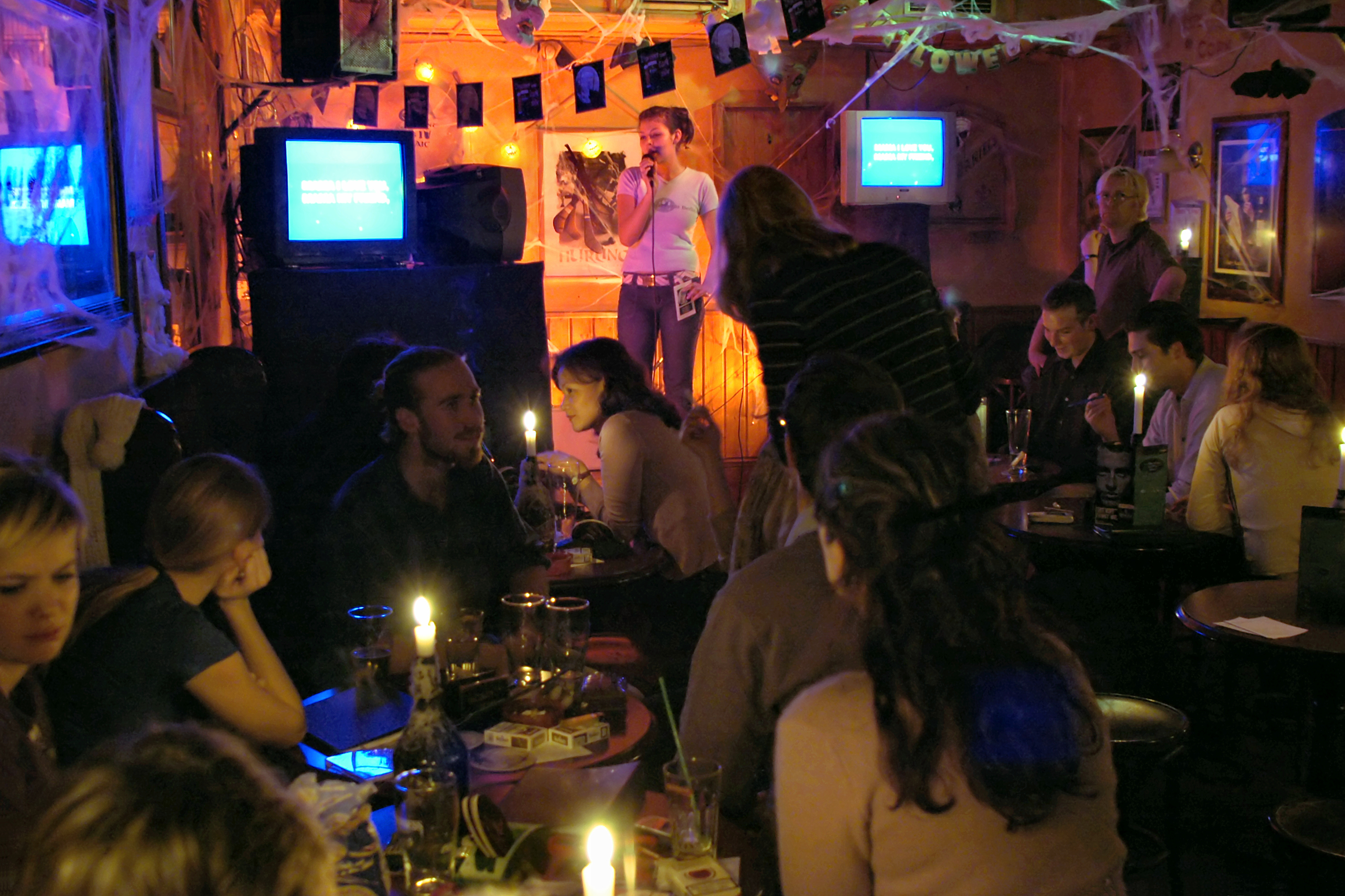
ドイツのカラオケ・パブ

## 概要
通常、楽曲の伴奏部分だけを「事前に記録」している記録媒体（音楽テープやディスク等）を機械で再生して演奏する。現場では開始時に機械を操作するだけで後は自動的に行われる。
この形式は日本で生まれたもので、カラオケが娯楽として普及するにつれ、「カラオケ」を使用して歌を歌うための装置、さらにはその装置を使って歌う行為や、カラオケボックスなど歌うための場所を提供している店舗などを「カラオケ」と略して指すようにもなった。カラオケは、歌って楽しみストレスを発散させたりするため娯楽に分類され、レジャー白書で統計を取る一項目ともなった。娯楽向けのカラオケは純粋に伴奏だけではなく、歌いやすくするためのボーカル用メロディが収録されている。また、歌唱のための娯楽用カラオケとは別に、楽器練習用に特定パートだけを除いたカラオケも教材として普及している。

## カラオケの発祥
カラオケのカラは「空」、オケは「オーケストラ」の略で、楽団・楽隊による生演奏ではなく、レコードやテープで代用することを指し、本来は放送業界で使われていた用語であった。一説にはNHK交響楽団員らの雑談から出た言葉という。録音機材が発達する前は放送は基本的に生放送で行われていたが、次第に録音素材が用いられるようになり、費用がかかるオーケストラを準備させずとも、あらかじめ録音した「カラオケ」に歌手の唄を重ねることが技術的に可能になると、番組制作経費の削減目的で普及した。カラオケという言葉が普及する以前は「空演奏」と表現することが多かった。現在でもこの意味での「カラオケ」は放送業界用語として使われている。
カラオケ・空演奏は、元々は歌を歌う際に本来居るべきオーケストラがいない、という意味なので、カラオケ用の音源自体はマイナスワンと言われていたこともあった（曲から、1パートのみ削減されていることから）。
1970年以前には、日本ではすでにハードウェアとしてはマイク入力つきの8トラック磁気テープ式小型ジュークボックスが、また、ソフトウェアとしては伴奏用ミュージックテープが販売され、これらを使って歌を歌わせる店が出現していた。初期の8トラック式小型ジュークボックス装置としては、1967年に発売された根岸重一による国際商品のミュージックボックスや、1968年に発売された浜崎厳によるミニジューク等がある。

バンドマン出身の井上大佑は、カラオケ関連サービスと専用装置を1971年に発明したと主張している。井上は、8トラックテープ再生機にあらかじめ用意された調やテンポから選択して再生・歌唱できるテープを添付し「8 Juke（エイトジューク）」と名づけてリース販売し、人気を博した。初期にはコイン式の有料再生装置で、テープ1本当り4曲、10本セットの計40曲で、料金は5分で100円でスナック等に設置された。2010年秋、井上の著書『カラオケを創（つく）った男』の著作権が2万口に分割、高額で権利を売り付ける業者が表れていることが判明し問題となった。
8トラックテープ、コンパクトカセット、レーザーディスク、VHD、ビデオCD、DVDなどを経て、1990年代以降のブロードバンド環境の発達後は、日本では通信カラオケが主流となっている。
当初は音声入力にエコーを掛ける程度の付加機能だったが、その後はキー変更やテンポ調整などに対応し歌いやすくしたものが主流になり、さらに採点や音声変換など、遊びの要素も含めた多機能化が進んでいる。選曲もリモコン式から、バーコード入力、タッチパネル式端末と発達した。また歌詞の表示も、当初は歌声喫茶と同様に「歌本」や歌詞カードを見ながら歌っていたが、レーザーディスク普及後はモニターに歌詞が字幕スーパーの形で表示され、歌うべき部分の色を変えて歌い手をサポートする仕組みが一般化している。

## カラオケ関連企業
- 第一興商 - カラオケ業界最大手。通信カラオケ「DAM」を展開。直営カラオケボックス「ビッグエコー」の運営も行う。
- エクシング - ブラザー工業傘下。通信カラオケ「JOYSOUND」「UGA」を展開。カラオケボックス「JOYSOUND直営店」の運営も行う。
- エンタメ・バンク - 未上場。カラオケ店「ドレミファクラブ」を運営（東京都世田谷区南烏山）。
- 富山クラリオン - 未上場。カラオケ機器の販売やレンタル、「USENサービス」の設置など（富山市）。クラリオン北陸グループ。
- フジジュークサービス - 未上場。カラオケ装置の卸売やレンタルなどを行う（さいたま市見沼区）。

## 日本国外におけるカラオケ
欧米においては多くの人が飲食するパブやバーで提供される形が多く、日本のように個室を用いたカラオケボックス形式は少ない。なおイギリスでは、ロンドン市内を中心に展開している高級カラオケボックス「ラッキー・ヴォイス」があるが、このような例は少数に限られる。
2008年に、イギリス政府が2500人以上の成人を対象に行った「最も重要と思いつつも最も不快に感じる電子機器」の調査では、カラオケが22%を獲得し、携帯電話などを抑えて1位となった。イギリスでは、日本のように防音施設が整った個室型のカラオケボックスがまだあまり広まっておらず、カラオケを設置しているパブで、音痴の人や酔っぱらいの歌声が騒音被害を招いているとの理由から。
一方、東アジアや東南アジアでは「KTV」などの呼び名でカラオケボックスが普及している。マレーシアでは欧米に似たオープンステージ型で、観客がステージ演出を購入して盛り上げる応援型を実装した店舗が人気を博している。

### 世界各国での言語表記
日本語の「カラオケ」をローマ字表記した「KARAOKE」を基本とした各国語の表記・発音で呼ばれている。
英語では「karaoke」。イタリア語、スペイン語、ドイツ語、スウェーデン語、ポーランド語、ベトナム語でも「karaoke」、フランス語は「karaoké」、ロシア語、ウクライナ語は「караоке」、中国語では「卡拉OK」（kǎlā OK）である。
映像が出るカラオケからvideoとの合成語であるvideokeという言葉も世界では使われている。

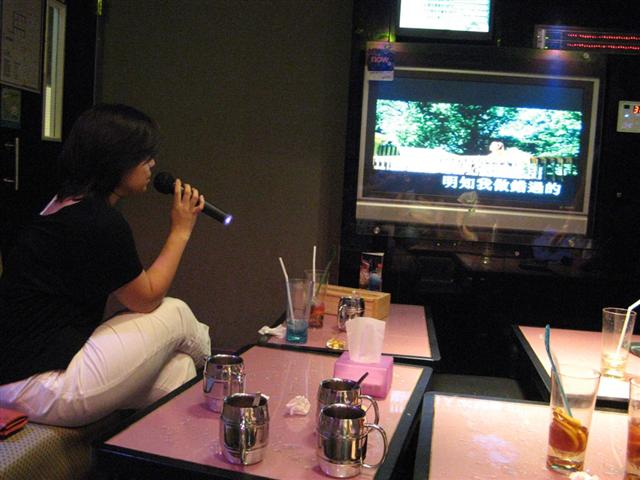
香港

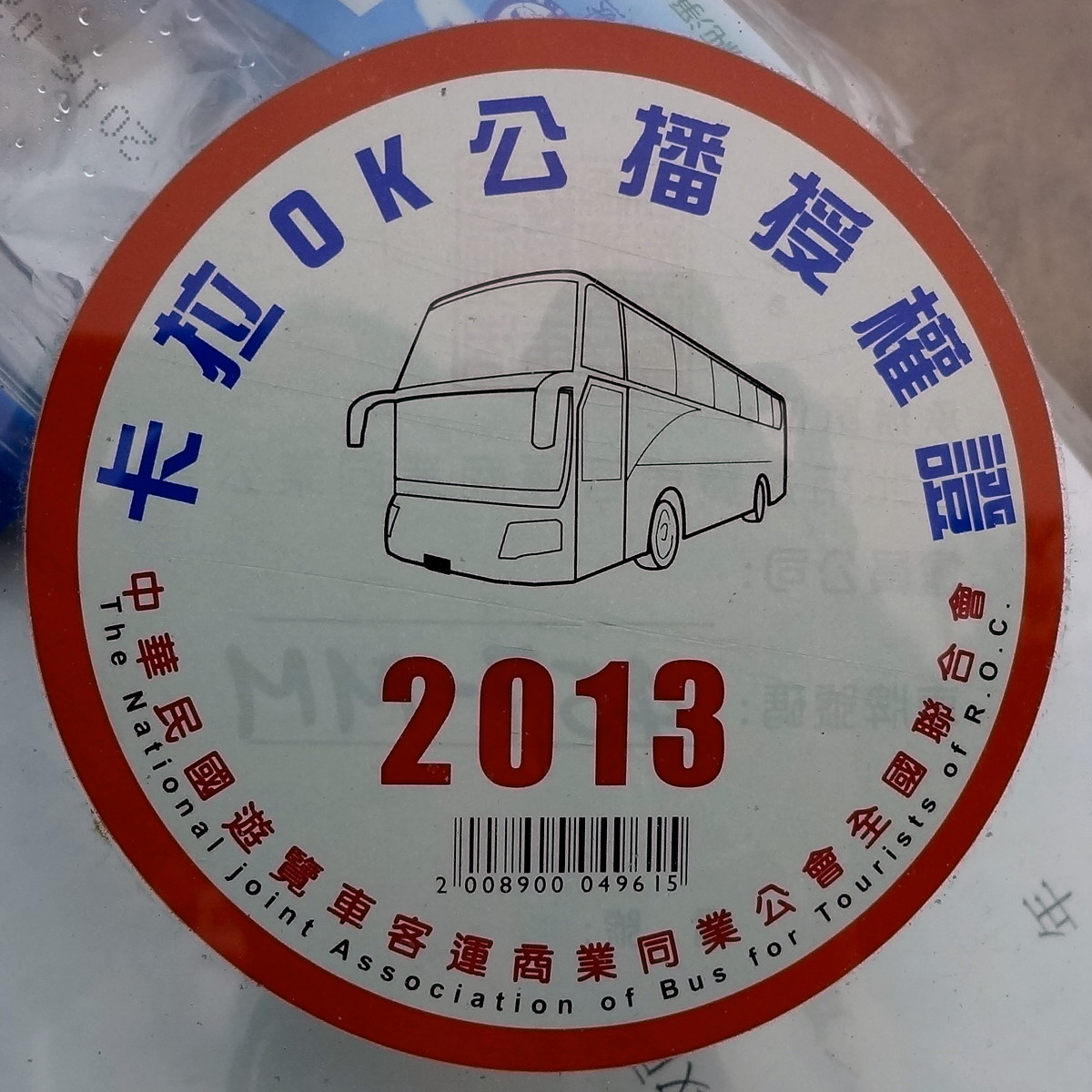
台湾のカラオケバスツアー

## 日本におけるカラオケ

### カラオケ文化

#### 前身
現在のカラオケ形態の出現以前の1950年代から1960年代には、一部の喫茶店において、店主や専属の生バンドが楽器を演奏して客が歌う「歌声喫茶」という業態が存在していた。ただ、当時の社会運動や左翼運動（特に日本共産党が中心となって主導したうたごえ運動）との連動が強く、現在のカラオケのように時節の流行歌を歌うものではなかった。飲食店などにカラオケ装置が設置され始め、社会運動などが退潮した1970年代には、ほとんどの「歌声喫茶」が姿を消した。

#### 酒場の余興
1970年代のカラオケは、スナックなどの飲食業者の店舗や、ホテルの宴会場などに置かれることが多く、もっぱら酒席の余興という位置づけであった。この時期の利用者は酒の飲める世代、つまり20代以上であるが、具体的にはより年齢層が高い層であり、収録曲の多くが演歌であった。
また、1971年～1977年のFM音楽番組『日立サウンド・イン・ナウ』の人気コーナー「カラオケ・コーナー」があった。パーソナリティーは音楽家のすぎやまこういち。内容は、放送当時ヒットしている歌謡曲を市販のレコードで流し、すぎやまのトークで楽曲 の作詞、作曲、編曲、歌い方などの解説があり、その解説の後にオリジナルで使用されている「カラオケ」をフルで流すというものである。当時は音楽用CDはまだ存在せずアナログレコードの時代で、オリジナルの「カラオケ」の存在や、カラオケという言葉は世間の人には知られていなかった。この「カラオケ・コーナー」と、生中継の「カラオケ・ゲーム」などの放送で、同番組の聴取者を中心に「カラオケ」という言葉や、歌謡曲などに多用されるカラオケ音源の存在が知られていくことになる。
大瀧詠一は1976年発売の布谷文夫with ナイアガラ社中のシングル『ナイアガラ音頭』のB面に本来のイントロの前に新たにイントロを加えて「あなたが唄うナイアガラ音頭」と題してカラオケ音源をいち早くシングルに収録している。

#### カラオケボックスの広がり
1980年代前半にレーザーディスクが開発され、それまで伴奏のみであったカラオケに初めて映像・歌詞表示がされるようになった。レーザーディスクの知名度に合わせて「レーザーカラオケ」と呼称して展開、1980年代半ばになると、それまでは酒場や喫茶など飲食店舗の付帯設備とされていたカラオケから、カラオケのみを専門的に提供するカラオケボックスという事業形態が誕生した。飲食のついでにカラオケを楽しむのではなく、カラオケをするための場所であり、それ以前の概念を根底から覆す画期的な業態とされた。カラオケボックスは、学生のコンパやサラリーマンなどの懇親会の二次会の会場としてよく利用される、日本人の娯楽の代表の一つとなった。
兵庫県神戸市において、港に置き去りになった不要コンテナの再利用として出た鉄道コンテナや荷室を改造して設置したのが始まりとされる。1990年代以降は、通常の建築物内にカラオケ専門ルームを設えるタイプが主流となった。
黎明期のカラオケボックス成功の要因として、
- 音楽、とくに歌唱を楽しむための防音施設を気軽に利用できるようにしたこと。
- 飲食店でカラオケをする場合、不特定多数の客と共に歌うことが多い。それに対してカラオケボックスは個室であるため、他の客に気を使うことなくカラオケに専念できる。また、練習場所としても活用できる。
- 日本の音楽市場が急速に成長した。特に1960年代以降のアイドル文化、グループサウンズの流行によって若年層へ普及した。
- 機器の開発により、劣化のない音源、自動で表示される歌詞、曲の入れ替え自動化とその高速化。

などがあげられる。
1990年代の日本でシングルCDのミリオンセラーが多発した背景の一つとして、カラオケボックスや通信カラオケなどのカラオケの普及を挙げる意見もある。
テレビ番組での企画・結婚式での余興・学校の文化祭でのカラオケ大会など、多方面でカラオケが活躍の場を広げた。またカラオケの流行に伴い、その楽曲のCDシングル自体にもカラオケが収録されるようにもなった。これにより、特別の機材がなくとも自宅でカラオケができるようになった。

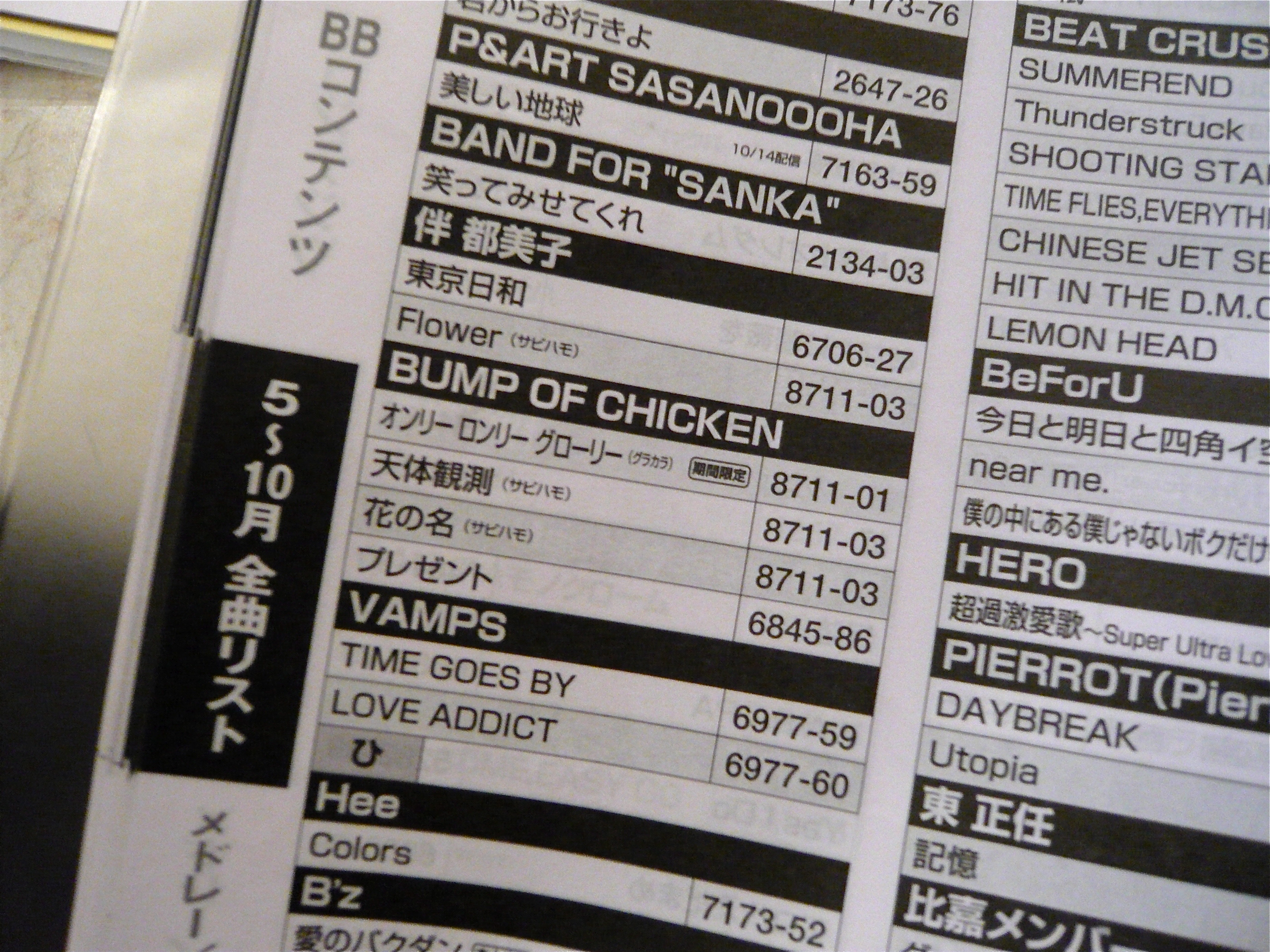
歌本

#### カラオケ番組
また、カラオケが主題の音楽番組も多く作られている。
- カラオケ大賞 (千葉テレビ放送1982年-)
- カラオケトライアル (千葉テレビ放送1983年-2020年)
- カラオケ1ばん (テレビ埼玉1984年-2020年)
- 群馬テレビカラオケ大賞 (群馬テレビ1981年-2005年)
- ニューカラオケ大賞 (群馬テレビ2005年-2009年)
- カラオケチャンネル (群馬テレビ2009年-)
- 平成歌謡塾 - （1993年首都圏の独立放送局）
- カラオケ★バトル (テレビ東京2006年-2014年)
- THEカラオケ★バトル (テレビ東京2014年-)
- 下剋上カラオケサバイバル (テレビ朝日2013年)
- 関ジャニの仕分け∞#最強歌ウマ軍団にカラオケの得点で勝てるか仕分け - （テレビ朝日系列　番組内企画 2014年）
  - 関ジャニ∞のTheモーツァルト 音楽王No.1決定戦#カラオケ王No.1決定戦 -（テレビ朝日系列　番組内企画2015年 - ）
- 弦哲也のFTVカラオケグランプリ (福島テレビ1997年-2011年)
- 週刊カラオケざんまい (奈良テレビ放送)
- 玉ちゃんのいきいき青春歌謡塾 (テレビ愛知2005年-2007年)
- BSカラオケ塾 (NHK衛星第2テレビジョン2005年-2007年)

#### 通信カラオケの登場
1992年にタイトーが世界初の通信カラオケとされる「X2000」を発売。同年にはエクシングも「JOYSOUND」を発売した。
通信カラオケは、それまでメディア（媒体）で供給されていた楽曲が、通信により提供されるようになり、カラオケ装置は独立して存在するものではなく、通信で接続された一つのシステムの中に組み込まれた端末装置となった。各カラオケ装置脇に大量にソフト（メディア）を用意する必要がなく、機械駆動装置がないため小型・省スペース化も図れ、新曲の配布も早くなった。またこれは、ビジネスモデルとして、機器を販売、ソフトを販売するものが、使用量に応じた課金システムとなっていくことでもあった。初期の通信カラオケはレーザーディスクを使うものと比べて演奏や映像の質が悪いという弱点があった。そのため、レーザーディスクのチェンジャーと組み合わせて悪い画質を補うシステムもあった。しかし、通信カラオケの高画質化で高品質の画像を配信できるようになった。
その後、1995年までに第一興商「DAM」、ギガネットワークス「GIGA」、パイオニア・日光堂（後のBMB）・東映ビデオ「BeMAX'S」、日本ビクター「孫悟空」、セガ「Prologue 21（セガカラ）」、USEN「U-kara」などメーカーが相次いで参入し、通信カラオケ全盛時代となった。
しかし2000年代に入るとメーカーの撤退や吸収合併が相次ぎ、2006年の日本ビクター・タイトーグループ撤退、2007年のセガグループ撤退により、業務用通信カラオケ業界は第一興商、BMB（USENグループ）、エクシング（ブラザー工業グループ）の三つ巴時代に突入した。さらに2010年にエクシングがBMBを完全子会社化、同年7月に吸収合併したことで、業界は首位の第一興商と2位のエクシングによる複占状態となった。

#### コンビニエンスストア一体型
かつて岐阜県のコンビニチェーンであるタイムリーが、独自の試みとして、カラオケとコンビニの一体型店舗を営業していた。安価なサービス料金体系に加え、客がコンビニで購入した総菜や飲料などを持ち込めるなど、競争の激しい業界における新たな経営業態として注目された。しかしながらタイムリーは営業不振によってデイリーヤマザキに事業譲渡され、この形態の店舗は消滅した。
しかし第一興商は2014年4月17日、ファミリーマートと共同でカラオケとコンビニ一体型店舗の第一号店を東京都大田区の蒲田駅前にオープンし、カラオケ・コンビニ一体型店舗が復活し、テレビ東京のガイアの夜明けでも紹介された。

#### ヒトカラの流行
カラオケボックスの普及後も、カラオケは大人数で楽しむものとされていたが、2000年代に入ると、一人でカラオケに行く「ヒトカラ」が流行した。

#### 昼カラの普及
「昼カラ」の意味は、広義には昼間にカラオケを行うことだが、近年では、昼間にカラオケを行うことができる飲食店を「昼カラ」と呼ぶ。歌好きが昼間集う場のため、基本的には酒を飲まない。超高齢化社会を迎えた日本の高齢者が、近隣の居住者と昼間気軽に交流する場として全国に普及した。昭和時代に出現し全国各地に急増したが、現在は店舗オーナーと来店客の高齢化により縮小傾向の地域がある一方で、平成の超高齢化社会にブームが起きた地域もある。近年は高齢者の健康促進の場としても注目されており、昼カラを研究・支援する団体も現れている。
昼カラ店の種類は、
1. 夜間営業するスナックが、昼間にカラオケ店を営業する業態。
2. 喫茶店、蕎麦屋などの飲食店がカラオケ装置を設置し、昼間にカラオケ店を行う業態。昼カラ営業をする喫茶店は「カラオケ喫茶」とも呼ばれる。
3. 近年、昼間カラオケを行う人だけを対象に開店した昼カラ専門店もある。

いずれも安価に入店し歌うことができる（ノンアルコールドリンク一杯付き、時間制限無しで1,000円程度が一般的）。
一般的な仕組みは、昼間来店する個人やグループがワンフロアーで、店のルールや店員の指示に従って順番にカラオケを行い、店員と来店者、また来店者同士が適度に対話する形態。店員の接遇によりアットホームな雰囲気となる。見知らぬ人の前で歌い、新たな対話や共感が発生する社交の場である。
2019年末からの新型コロナウイルス感染症の流行により、北海道札幌市では「昼カラ」営業をしていたカラオケ喫茶で、2020年6月9日と6月11日の2回にわたりクラスター（集団感染）が発生した。

### 装置の変遷

#### 通信カラオケ
初期の通信カラオケは、音楽音質の悪さと映像のバリエーションが貧弱などクリアしなければならない面もあった。それまでのテープやCD、レーザーディスクを使用した音源はアナログ録音で、基本的にはレコード音源を再現したものに近く音質も同じように高かった。
だが、通信カラオケで使われる音源は、MIDIデータで構成されたデジタルデータであり、カラオケ装置はMIDI再生装置であった。このMIDI再生装置は、基本的には音楽演奏用シンセサイザーであり、演奏を録音した音源の再生とは全く異なる再生形態でプロの演奏とは比較にならなかった。当時の音源の質の悪さは、MIDIデータそのものではなく当時のMIDI再生装置の音色データとその再生技術のレベルの（後年から見れば）完成度の低さから来るものであり、さらに付け加えられた映像バリエーションの少なさと異なる楽曲での使い回しもあり、当初の音声と映像品質は高くはなかった。しかし、通信カラオケによる提供楽曲の多様性と新譜の迅速な配信は単体の音源カラオケ機を大きく凌ぎ、以降は通信カラオケが主流となっていく。
並行してコンピュータの普及によるデジタルサンプリング技術が低価格化一般化するとともに、サンプリングされたPCM音源が安価に利用できるようになった。MIDI再生装置による音源の一つに実際の演奏データをサンプリングしたPCM再生も内蔵されるようになった。プロの音楽制作でもコンピュータが多用されデジタルでのトラック作成が普及すると同時に、カラオケによる再生も低価格化したデジタルの恩恵を受け、プロの環境そのままの再生となった。音楽を作る側も再生側もほとんど同じ音を出す時代になっている。
シンセサイザーによる音色合成は質が悪く、PCMが良いということではない。それらは音色データのバリエーションにすぎない。カラオケ初期の一般的なプロの演奏はカラオケ再生とは全く別物だったため違いが大きかったのである。カラオケ再生技術が進歩したというよりも、進歩したのは一般にデジタルと称される「コンピュータ技術による音楽製作再生環境」であり、デジタルになりプロの製作環境とカラオケ再生が同レベルになったことが、カラオケ再生音質がプロ演奏と遜色なくなった一番の要因である。またMIDIもデジタル環境での基本的かつ重要な役割をずっと担っている。

#### カラオケの画面
初期はテレビ画面そのものが無く、紙を見て歌った。その後、テレビ画面に字幕が出るようになり、その字幕の通りに歌うが、かつては同じ背景しか出なかった。その後、曲のタイトルや歌詞の意味にあわせた、一種の寸劇ともいえる映像が追加された。これは地域性としてご当地ソングや歌詞の重みのあるフォークソングで重要視される。たとえば狩人の曲『あずさ2号』の場合は特急あずさの走行シーンが流れるといった具合である。
2000年代から、通信カラオケの進化に伴い、「本人映像」「アニメ映像」が登場し、歌唱者本人による当時の映像・ライブ映像や、ミュージック・ビデオ、アニメやドラマ、映画本編の映像（OP映像を繰り返し流すだけのものや、OPと劇中の映像を合わせてPV風に編集したものとがある）が流れる。

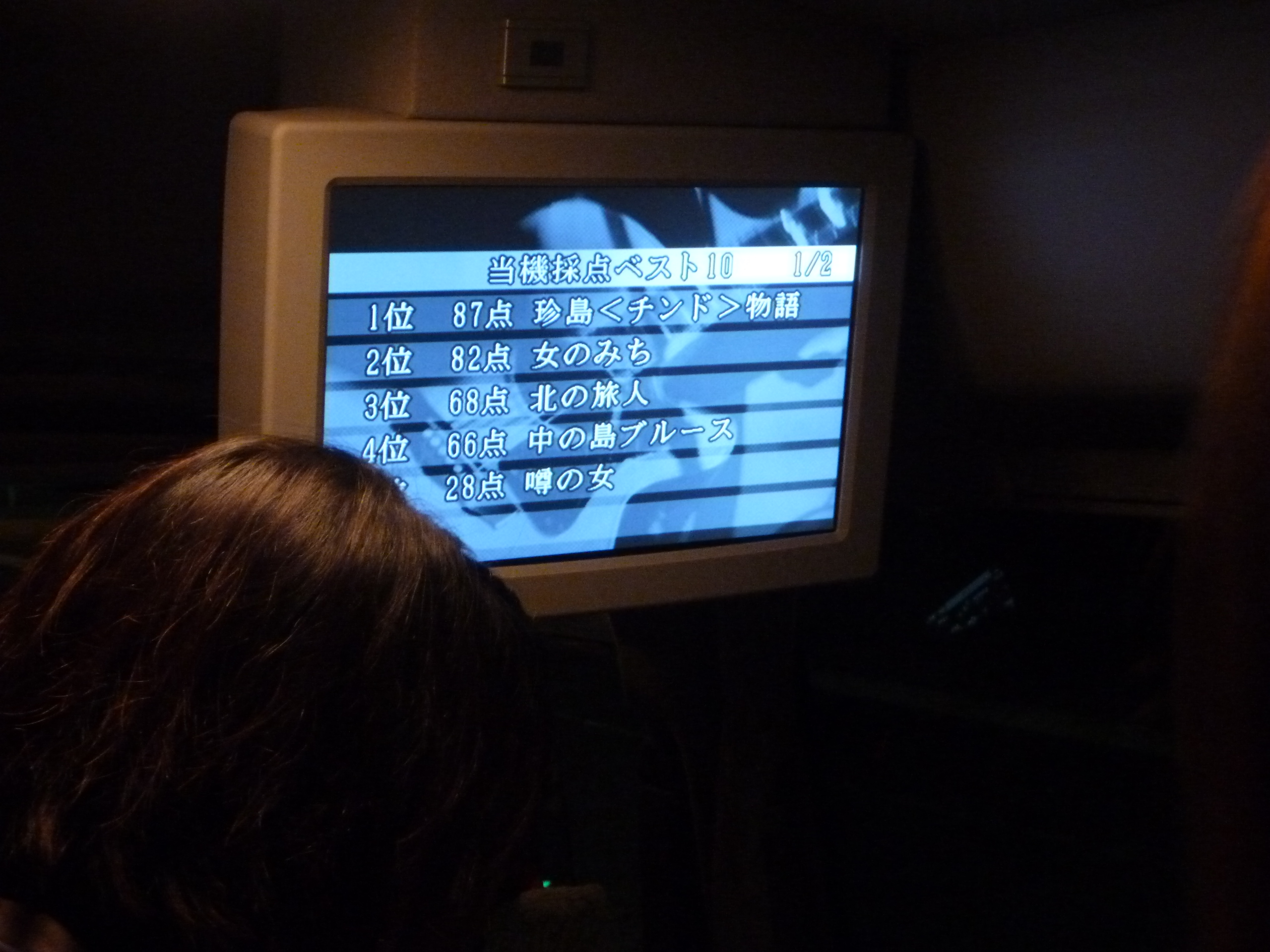
マイクロバスでもカラオケ
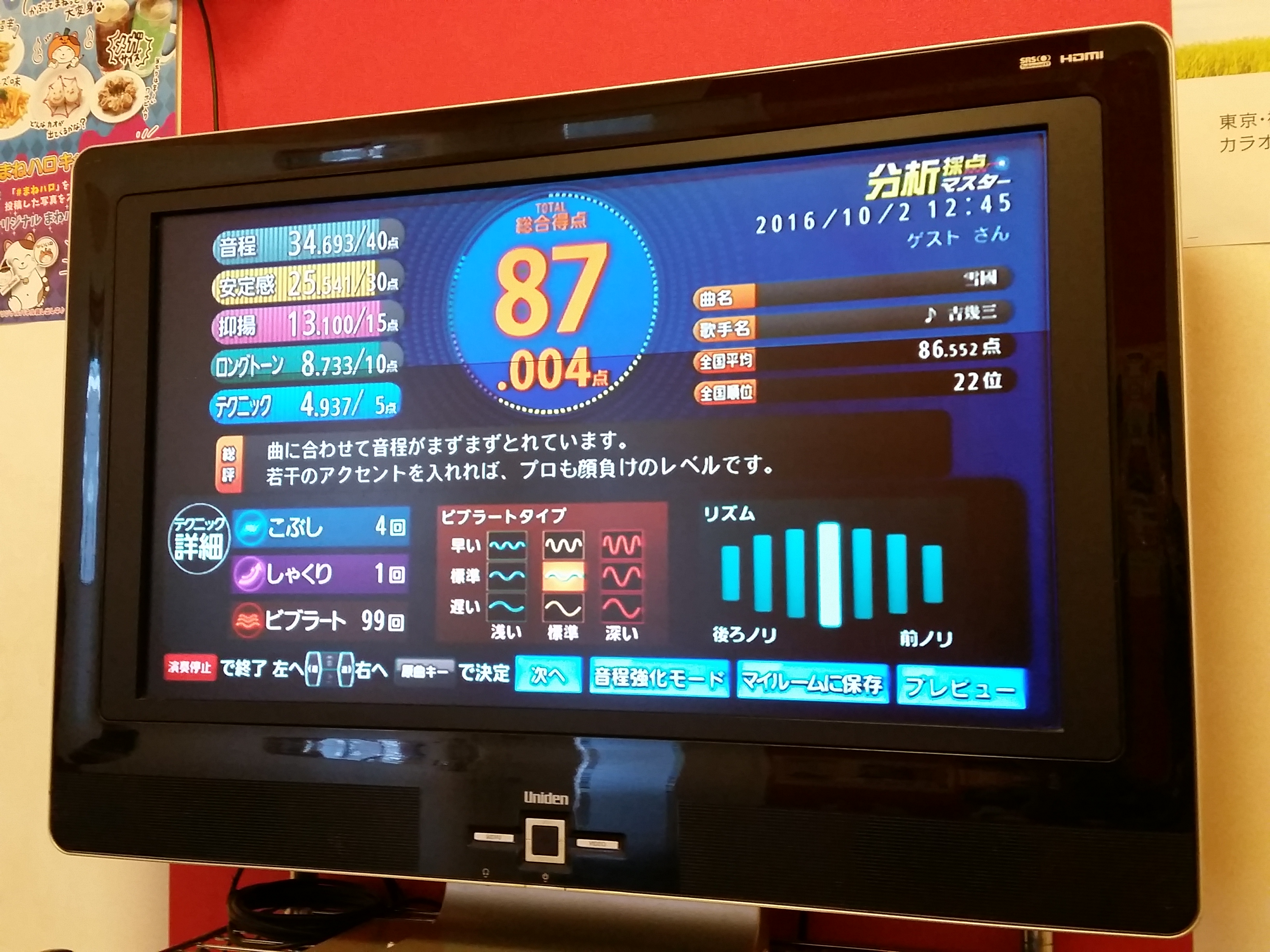
吉幾三の楽曲「雪國」を採点中の分析採点マスター

#### 自宅でのカラオケ
業務用のカラオケ装置を家庭に導入することも可能であるが、本節では「家庭用」として企画された商品を説明する。　業務用カラオケのネットワークを使い安価に家庭用カラオケを提供している業者もあるが、利用規約で業務利用を禁止していることが多い。
1970年代に入ると、家庭用テープレコーダーはカセットテープでも音楽鑑賞に堪え得る音質にまで達しており、特にラジオカセットレコーダー（ラジカセ）が普及すると、これをカラオケ用の装置として使うようになった。高級なラジカセにはマイク接続端子とミキシングによる拡声器機能が付いていた。
1980年代後半には、レーザーディスクによるカラオケシステム「レーザーカラオケ」が現れ、ある程度の普及を見た。これはメディアの性質上、映像が含まれており、テレビ画面上に映像と歌詞を表示して使われた。プレーヤーは一般のものと異なり、マイク入力とそれへのエフェクト機構があった。さらに選曲ボタンが多かったりと、カラオケ使用のための操作ボタンを備えていた。
家庭用ゲーム機でもPCエンジンではCD-G、ドリームキャストやWiiでは通信カラオケによるカラオケシステムに対応している。
音源媒体については、1970年代初めごろよりラジオ番組の中でカラオケ（伴奏のみの音楽）を流す企画もあり、これを録音する聴取者も居た。また、市販のレコードにはカラオケがほとんど存在しなかったが、ミュージックテープ（音楽カセット）では、カラオケのみを収録したものが多くラインナップされた。CDでもオフヴォーカル・アルバムが発売している。
テレビの歌番組で歌手の歌に合わせて歌詞の字幕スーパーが放映されるようになって以後、楽曲によっては販売されるCD自体にカラオケが収録されるようになり、特別にカラオケ音源がなくとも自宅でカラオケができるようにもなった。
個人用カラオケ専用機器は、かつてはカセットプレイヤー一体型が主流であったが、のちに「マイク一体型カラオケ」も登場し、マイク型ハードウェアに収録済みの曲と、それに補充するロムを使用し、個人用でカラオケボックスにも負けない人気を得た。収録曲は懐メロや歌謡曲、演歌など高年齢層好みが中心のものも多く、若年層が中心のJ-POPは少なめであったが、次第に収録曲が増えた。
1995年には家庭向けの通信カラオケが登場しているが、普及の度合いはまだ少ない。また、カラオケ機能を搭載したコンピュータゲームも数多く登場した（任天堂の「大合奏!バンドブラザーズDX」「カラオケJOYSOUND Wii」など）。携帯電話やパソコンにカラオケソフトや楽曲データをダウンロードするサービスも登場した。スマートフォンの普及に伴い、専用アプリでカラオケを楽しむことができるサービスも行われている。
なお、レーザーディスクの普及に伴い風前の灯だったVHDカラオケであるが親会社のVICTORのアーティストの曲には、所謂オリジナルカラオケで歌えるものもあった。

### オリコン・カラオケチャート
オリコンでは、1990年代半ば頃から全国のカラオケからのリクエストを集計したカラオケチャートを発表している。ただし、データ集計にかかる時間の関係上、各カラオケメーカーが発表するデータよりも2週ほど遅れる。カラオケチャートの特徴は、長期間にわたって1位やトップ10入りをする曲が多いことで、カラオケファンの人気曲が特定の曲に集中していることを示す。

#### オリコン週間カラオケランキング長期1位楽曲
2023年12月18日付け時点の記録。
| 連続1位週数 | 曲名                                 | アーティスト           | 1位達成年月日                  |
| ----------- | ------------------------------------ | ---------------------- | ------------------------------ |
| 85週        | Lemon                                | 米津玄師               | 2018年4月2日 - 2019年11月11日  |
| 82週        | ドライフラワー                       | 優里                   | 2021年2月15日 - 2022年9月5日   |
| 51週        | 女々しくて                           | ゴールデンボンバー     | 2012年9月10日 - 2013年8月26日  |
| 48週        | ヘビーローテーション                 | AKB48                  | 2010年11月1日 - 2011年9月26日  |
| 47週        | 恋                                   | 星野源                 | 2016年12月5日 - 2017年10月23日 |
| 42週        | ヘビーローテーション                 | AKB48                  | 2011年10月24日 - 2012年8月6日  |
| 42週        | 花                                   | ORANGE RANGE           | 2004年11月29日 - 2005年9月12日 |
| 39週        | レット・イット・ゴー〜ありのままで〜 | 松たか子               | 2014年5月12日 - 2015年2月2日   |
| 37週        | キセキ                               | GReeeeN                | 2008年6月23日 - 2009年3月2日   |
| 34週        | 恋するフォーチュンクッキー           | AKB48                  | 2013年9月16日 - 2014年5月5日   |
| 32週        | キセキ                               | GReeeeN                | 2009年5月11日 - 12月14日       |
| 28週        | Pretender                            | Official髭男dism       | 2019年11月18日 - 2020年5月25日 |
| 25週        | 純恋歌                               | 湘南乃風               | 2006年6月5日 - 11月20日        |
| 23週        | アイドル                             | YOASOBI                | 2023年5月29日 - 10月30日       |
| 20週        | 三日月                               | 絢香                   | 2006年11月27日 - 2007年4月9日  |
| 19週        | また君に恋してる                     | 坂本冬美               | 2010年4月19日 - 8月23日        |
| 18週        | 亜麻色の髪の乙女                     | 島谷ひとみ             | 2002年6月3日 - 9月30日         |
| 17週        | LOVEマシーン                         | モーニング娘。         | 1999年 - 2000年                |
| 17週        | 愛唄                                 | GReeeeN                | 2007年7月16日 - 11月5日        |
| 17週        | 海の声                               | 浦島太郎（桐谷健太）   | 2016年2月8日 - 5月30日         |
| 16週        | 世界に一つだけの花                   | SMAP                   | 2003年3月3日 - 6月16日         |
| 15週        | First Love                           | 宇多田ヒカル           | 1999年                         |
| 15週        | そばにいるね                         | 青山テルマ feat.SoulJa | 2008年3月10日 - 6月16日        |
| 14週        | White Love                           | SPEED                  | 1997年 - 1998年                |
| 14週        | TSUNAMI                              | サザンオールスターズ   | 2000年                         |
| 13週        | Automatic                            | 宇多田ヒカル           | 1999年                         |
| 13週        | Hello, Again 〜昔からある場所〜      | MY LITTLE LOVER        | 1995年                         |
| 12週        | アジアの純真                         | PUFFY                  | 1996年                         |
| 12週        | 青春アミーゴ                         | 修二と彰               | 2005年12月5日 - 2006年2月20日  |

| 通算1位週数 | 曲名                                 | アーティスト         | 1位達成年月日 |
| ----------- | ------------------------------------ | -------------------- | --- |
| 98週        | ドライフラワー                       | 優里                 | 2021年2月15日 - 2022年9月5日（82週連続） 2023年1月23日 - 2023年3月6日 |
| 90週        | ヘビーローテーション                 | AKB48                | 2010年11月1日 - 2011年9月26日（48週連続） 2011年10月24日 - 2012年8月6日（42週連続） |
| 85週        | Lemon                                | 米津玄師             | 2018年4月2日 - 2019年11月11日（85週連続） |
| 79週        | キセキ                               | GReeeeN              | 2008年6月23日 - 2009年3月2日（37週連続） 2009年3月16日 2009年3月30日 - 4月20日（4週連続） 2009年5月11日 - 12月14日（32週連続） 2010年1月18日 2010年3月22日 - 4月12日（4週連続）                                                                                    |
| 53週        | 女々しくて                           | ゴールデンボンバー   | 2012年8月27日 2012年9月10日 - 2013年8月26日（51週連続） 2013年9月9日 |
| 49週        | 恋                                   | 星野源               | 2016年12月5日 - 2017年10月23日（47週連続） 2017年11月6日 - 11月13日（2週連続） |
| 43週        | 花                                   | ORANGE RANGE         | 2004年11月29日 - 2005年9月12日（42週連続） 2005年10月3日 |
| 40週        | 世界に一つだけの花                   | SMAP                 | 2003年3月3日 - 6月16日（16週連続） 2003年7月7日 2003年8月4日 - 9月15日（7週連続） 2003年9月29日 - 12月1日（10週連続） 2004年1月5日 - 2月2日（6週連続） ※年始2週合算週を含む                                                                                        |
| 40週        | 涙そうそう                           | 夏川りみ             | 2004年2月9日 - 3月29日（8週連続） 2004年5月3日 - 5月10日（2週連続） 2004年5月24日 - 7月5日（7週連続） 2004年7月19日 - 8月9日（4週連続） 2004年9月13日 - 9月27日（3週連続） 2004年10月11日 - 11月22日（7週連続） 2005年9月19日 2005年10月10日 - 11月28日（8週連続） |
| 39週        | レット・イット・ゴー〜ありのままで〜 | 松たか子             | 2014年5月12日 - 2015年2月2日（39週連続） |
| 34週        | 恋するフォーチュンクッキー           | AKB48                | 2013年9月16日 - 2014年5月5日（34週連続） |
| 28週        | Pretender                            | Official髭男dism     | 2019年11月18日 - 2020年5月25日（28週連続） |
| 26週        | 純恋歌                               | 湘南乃風             | 2006年6月5日 - 11月20日（25週連続） 2007年7月9日 |
| 25週        | 海の声                               | 浦島太郎（桐谷健太） | 2016年2月8日 - 5月30日（17週連続） 2016年7月25日 - 9月12日（8週連続） |
| 23週        | アイドル                             | YOASOBI              | 2023年5月29日 - 10月30日（23週連続） |
| 22週        | 亜麻色の髪の乙女                     | 島谷ひとみ           | 2002年6月3日 - 9月30日（18週連続） 2002年12月23日 - 2003年1月13日（4週連続） |
| 21週        | 三日月                               | 絢香                 | 2006年11月27日 - 2007年4月9日（20週連続） 2007年7月2日 |

#### オリコン週間カラオケランキング長期ランクイン楽曲
1994年12月26日付〜2018年5月28日付、週間50位以内のランクイン週数にて算出。
| 順位 | 通算ランクイン週数 | 曲名           | アーティスト |
| ---- | ------------------ | -------------- | ------------ |
| 1位  | 872週              | 天城越え       | 石川さゆり   |
| 2位  | 800週              | チェリー       | スピッツ     |
| 3位  | 743週              | ハナミズキ     | 一青窈       |
| 4位  | 709週              | I LOVE YOU     | 尾崎豊       |
| 5位  | 707週              | 小さな恋のうた | MONGOL800    |